# Sáva Chilandarec
Sáva Chilandarec, vlastním jménem Slavibor Breüer, (9. července 1837 Kutná Hora – 14. ledna 1912 Klášter Chilandar) byl český mnich žijící v klášteře Chilandar, kde působil jako knihovník. Klášter Chilandar je srbský klášter v mnišském státě Svatá hora (Aγιoν Oρoς) na řeckém poloostrově Athos v Egejském moři. Chilandar založil roku 1199 na rozvalinách někdejšího řeckého monastýru Štěpán Nemanja, velkožupan srbský, který – když se pak stal mnichem – byl nazván Simeonem. Od byzantského císaře Alexia III. Komnéna byl obdarován pozemky, výsadami a nazván „srbskou lávrou“. Sáva Chilandarec o hoře Athos napsal mj. rozsáhlou monografii Kniha o Svaté Hoře Athonské (1911), dosud zřejmě nejpodrobnější práci, jaká o Athosu v češtině existuje.

## Práce a život
Narodil se v bohaté rodině v Kutné Hoře. Byl vzdělaným katolíkem, ovládal tři jazyky (čeština, němčina a latina). V roce 1878 odjel do Kostolce ve vzdálenem Srbsku, kam přišel se svými třemi adoptivních syny. Po několika letech odjel do Leskovce. Pravoslaví přijal v kostelíku ve vsi Rudan nedaleko Leskovce v dubnu 1881, pokoušel se totiž v Srbsku, kde byla levnější půda než v Čechách, založit vegetariánskou zádruhu. Ve svých 44 letech musel se Breuer vzdát své vidiny na volnonáboženskou a vegetariánskou osadu, hledal úlevu, klid a teplejší podnebí. Uvažoval o Makedonii, ale když se dozvěděl, že v Niši na chilandarském metochu, tj. klášterním statku, žije archimandrita Vasilij, setkal se s nim a volil poslední cíl své cesty: posvátný poloostrov Athos. Své putování zakončil i se svými chlapci 3. 6. 1881. večer, když pronajatá loďka přirazila ke břehu a čtveřice Čechů stanula na Athonském poloostrově, jenž se stal jejich novým domovem.
Asi dvacet měsíců po svém příchodu do kláštera požádal představenstvo, aby byl přijat mezi stálé obyvatele klášterní. Datum mnišského postřižení bylo stanoveno na Květnou neděli roku 1883, k obřadu došlo v noci z 9. na
10. dubna. Od tohoto okamžiku přestal Slavibor Breuer pro celý svět existovat, ovšem s výjimkou nejbližších, pro něž navždy zůstal jejich Slaviborem a jeho životní pouť převzal bratr-laik Sáva, podle svého nového domova
užívající přízviska Chilandarec, Chilendarec, Chilendarski či Hilandarac.
Při návštěve srbského krále, Jeho Veličenstva Alexandra I. Obrenoviče (1876-1903), z jehož rukou přijal Sáva řád sv. Sávy 3. stupně, jen zřídkakdy udělovaný cizincům, kteří se významně zasloužili o srbský národ.

## Vyznamenání
| Řád svatého Sávy, komandér - III. stupeň - stuha u krku | Řád svatého Sávy, komandér - III. stupeň - stuha u krku |